# Margit

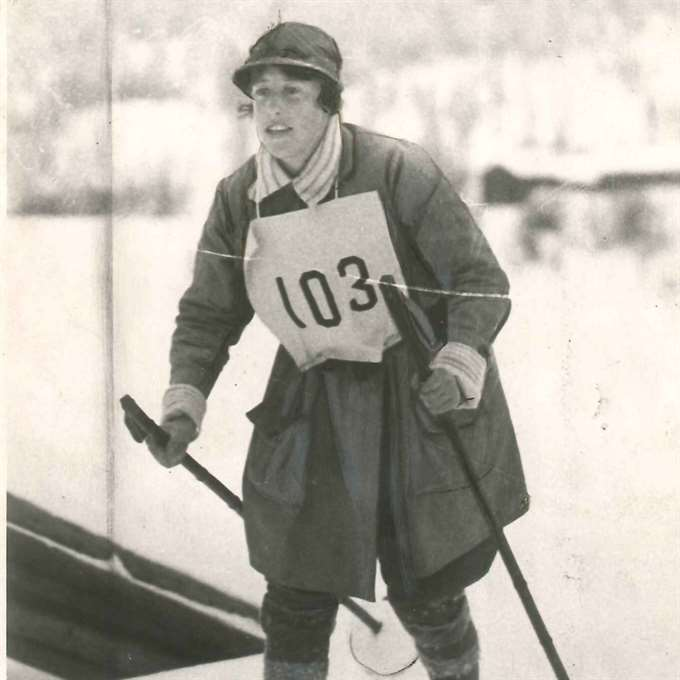
Margit Nordin under Vasaloppet 1923.

Kvinnonamnet Margit är en kortform av Margareta som först användes på 1400-talet (då uttalat Marjit) men som sedan föll i glömska till slutet av 1800-talet, då det åter plockades fram (men nu med hårt g) liksom flera andra gamla nordiska och svenska namn.
Margit är mycket ovanligt bland de yngsta flickorna och kommer nog att vara så några år framöver. Endast ett 15-tal flickor har fått namnet som tilltalsnamn sedan början på 1990-talet. Den 31 december 2005 fanns det totalt 26 771 personer i Sverige med namnet Margit, varav 15 202 med det som tilltalsnamn. År 2003 fick 63 flickor namnet, varav 2 fick det som tilltalsnamn.
Namnsdag i Sverige: 15 juni (sedan 1993, 1986–1992: 20 juli), delas med Margot. I den finlandssvenska namnsdagslängden har Margit namnsdag 20 juli sedan 1950.

## Personer med namnet Margit
- Margit Abenius, litteraturkritiker, forskare och författare
- Margit Andelius, skådespelare
- Margit Carlqvist, skådespelare
- Margit Geijer, författare och konstnär
- Margit Gennser, civilekonom och politiker (M)
- Busk Margit Jonsson, operasångerska
- Margit Manstad, skådespelare
- Margit Nordin, gymnastikdirektör
- Margit Palmær, författare och manusförfattare
- Margit Rosengren, operettsångerska och skådespelare
- Margit Sahlin, präst, författare och romanist
- Margit Sandemo, norsk-svensk författare